# Lista över insjöar i Solna kommun
Detta är en lista över sjöar i Solna kommun baserad på sjöns utloppskoordinat. Om någon sjö saknas, kontrollera grannkommunens lista eller kategorin Insjöar i Solna kommun.

## Lista
| Namn      | Koordinat                                     | Sjöid         | VYID          | Yta (km²) | Strandlinje (km) | Höjd (m) | Maxdjup (m) | Volym (m³) | HARO  | Natura 2000 |
| --------- | --------------------------------------------- | ------------- | ------------- | --------- | ---------------- | -------- | ----------- | ---------- | ----- | ----------- |
| Råstasjön | 59°22′19″N 17°59′19″Ö / 59.37207°N 17.98853°Ö | 658548-162439 | 658552-162412 | 0,158     | 1,86             | 2        | 4,3         |            | 60061 |             |